# Williams College
A Williams College magán felsőoktatási intézmény az Amerikai Egyesült Államok Massachusetts államában. 1793-ban alapították azon a birtokon, amit Ephraim Williams adományozott erre a célra. Eredetileg csak férfiak tanulhattak itt, 1970 óta koedukált intézmény. A többi hasonló amerikai egyetemhez képest kisebb hallgatói létszámmal rendelkező Williams-ot választotta a Forbes magazin 2010 és 2011 legjobb amerikai felsőoktatási intézményévé, megelőzve többek között a Princetoni Egyetemet és a Harvardot is.
Alapítványának értéke 2012-ben 1,8 milliárd dollár volt. A Williams College 2014-ben már tizenegyedik alkalommal volt első helyezett a U.S News & World Report rangsorában az összes  amerikai "liberal arts college" közt.[forrás?]